# Gille (personnage)
Pour les articles homonymes, voir Gille (homonymie).
Le Gille (avec ou sans majuscule) est un ancien personnage de la comédie burlesque, du nom de Gilles le Niais, acteur du théâtre de la Foire, représentant le type du niais. 
Par métonymie, désigne une personne costumée comme le personnage, notamment à l'occasion d'un carnaval, un acteur jouant ce rôle, ou quelqu'un qui a l'air et le maintien d'un niais.
Le titre Le Gille ou Gilles a été donné anciennement au tableau de Watteau (aujourd'hui portant le nom de Pierrot) représentant un jeune homme costumé, l'air perdu.